# Championnat d'Allemagne masculin de handball 2017-2018
Navigation
Bundesliga 2016-2017 Bundesliga 2018-2019
Le Championnat d'Allemagne masculin de handball 2017-2018 est la soixante huitième édition de cette compétition.
Le championnat de Division 1 de handball est le plus haut niveau du championnat d'Allemagne de ce sport.
Le SG Flensburg-Handewitt remporte son deuxième titre après celui remporté en 2004. Il devance les Rhein-Neckar Löwen, double tenant du tenants du titre, qui s'est écroulé en fin de saison alors que le titre lui semblait promis.
A noter également la mauvaise saison du THW Kiel qui ne parvient pas à se qualifier pour la coupe d'Europe pour la première fois depuis 1994. Il sera toutefois retenu sur dossier pour participer à la coupe de l'EHF.

## Classement
|    | Équipe                           | Pts | J  | G  | N | P  | Bp   | Bc  | Diff |
| -- | -------------------------------- | --- | -- | -- | - | -- | ---- | --- | ---- |
| 1  | SG Flensburg-Handewitt           | 56  | 34 | 27 | 2 | 5  | 993  | 850 | 143  |
| 2  | Rhein-Neckar Löwen (T, C, S)     | 55  | 34 | 27 | 1 | 6  | 1043 | 838 | 205  |
| 3  | Füchse Berlin                    | 53  | 34 | 25 | 3 | 6  | 968  | 875 | 93   |
| 4  | SC Magdebourg                    | 50  | 34 | 24 | 2 | 8  | 1037 | 927 | 110  |
| 5  | THW Kiel                         | 49  | 34 | 24 | 1 | 9  | 989  | 854 | 135  |
| 6  | TSV Hannover-Burgdorf            | 47  | 34 | 22 | 3 | 9  | 953  | 900 | 53   |
| 7  | MT Melsungen                     | 41  | 34 | 19 | 3 | 12 | 946  | 894 | 52   |
| 8  | SC DHfK Leipzig                  | 37  | 34 | 17 | 3 | 14 | 867  | 854 | 13   |
| 9  | TBV Lemgo                        | 34  | 34 | 13 | 8 | 13 | 882  | 932 | -50  |
| 10 | Frisch Auf Göppingen             | 31  | 34 | 12 | 7 | 15 | 902  | 909 | -7   |
| 11 | HSG Wetzlar                      | 30  | 34 | 13 | 4 | 17 | 896  | 884 | 12   |
| 12 | GWD Minden                       | 26  | 34 | 9  | 8 | 17 | 896  | 968 | -72  |
| 13 | HC Erlangen                      | 25  | 34 | 8  | 9 | 17 | 851  | 926 | -75  |
| 14 | TV Bittenfeld 1898 Stuttgart     | 20  | 34 | 8  | 4 | 22 | 852  | 959 | -107 |
| 15 | VfL Gummersbach                  | 16  | 34 | 8  | 0 | 26 | 841  | 950 | -109 |
| 16 | TSG Ludwigshafen Friesenheim (P) | 15  | 34 | 6  | 3 | 25 | 828  | 946 | -118 |
| 17 | TuS N-Lübbecke (P)               | 14  | 34 | 4  | 6 | 24 | 778  | 913 | -135 |
| 18 | TV Hüttenberg (P)                | 13  | 34 | 3  | 7 | 24 | 845  | 988 | -143 |

|     | Champion d'Allemagne 2017-2018 et qualification pour la Ligue des champions |
|     | Qualification pour la Ligue des champions                                   |
|     | Qualification pour la coupe de l'EHF                                        |
|     | Retenu sur dossier pour la coupe de l'EHF                                   |
|     | Relégation en Division 2                                                    |
| (T) | Tenant du titre                                                             |
| (C) | Vainqueur de la Coupe d'Allemagne                                           |
| (S) | Vainqueur de la Supercoupe d'Allemagne                                      |
| (P) | Promu de Division 2 en début de saison                                      |

### Champion d'Allemagne 2017-2018
| Champion d'Allemagne masculin de handball 2017-2018 SG Flensburg-Handewitt 2e titre |

L'effectif du SG Flensburg-Handewitt est (l'âge des joueurs est au 3 juin 2018) :